# Gilles Maheu
 (décembre 2023).
Si vous disposez d'ouvrages ou d'articles de référence ou si vous connaissez des sites web de qualité traitant du thème abordé ici, merci de compléter l'article en donnant les références utiles à sa vérifiabilité et en les liant à la section « Notes et références ».
Gilles Maheu, né à Montréal en 1948, est un acteur, auteur, metteur en scène, réalisateur, chorégraphe et scénographe québécois.

## Biographie
Gilles Maheu entreprend ses études théâtrales en 1967 aux côtés de Michel Poletti. De 1970 à 1975, Gilles Maheu poursuit sa formation à l’école européenne du théâtre corporel, chez Étienne Decroux à Paris, puis à l’Odin Teatret au Danemark.
En 1975, il crée la troupe les Enfants du Paradis. Rebaptisée en 1981 Carbone 14, la troupe élit domicile à l'Espace Libre, un lieu voué à la recherche et à la création, cofondé et codirigé par Gilles Maheu. Au sein de Carbone 14, où il agit à la fois en tant que directeur artistique, metteur en scène, réalisateur, scénographe et acteur, Gilles Maheu crée de nombreux spectacles, dont le Rail (1983) et le Dortoir (1988) qui lui vaudront de nombreux prix. D'ailleurs, la version cinématographique du Dortoir, réalisée par François Girard, obtient quatorze prix internationaux dont un Emmy Award-New York (1991) et un FIPA d’or à Cannes (1992).
Au cinéma, Gilles Maheu a incarné le rôle principal du film Un zoo la nuit de Jean-Claude Lauzon en 1988. Cette prestation mémorable lui vaut d’être finaliste pour le prix du meilleur acteur aux prix Genie (Toronto).
En 1995, il célèbre les vingt ans de la Compagnie Carbone 14 et il cofonde l’Usine C, un théâtre de 450 places qui devient un nouveau lieu de travail et de création.
Gilles Maheu se fait remarquer en 1998 avec la mise en scène de Notre-Dame de Paris, qui obtient la Victoire du meilleur spectacle de l’année à Paris et le Prix Félix du meilleur spectacle musical et de la meilleure mise en scène, à Montréal. Cette œuvre a connu un parcours international important, attirant plus de sept millions de spectateurs dans 12 pays, dont la Chine, la Corée du Sud et Taïwan. En 2004, sa mise en scène de Don Juan, qui connaît également un succès retentissant à Montréal, à Paris et à Séoul, lui vaut les Prix Félix du meilleur spectacle et de la meilleure mise en scène.
En 2006, la compagnie Songlei Media Communications à Beijing lui confie la direction de création du tout premier opéra privé chinois, intitulé Butterflies. Il signe en 2008 la mise en scène de Zaia, un nouveau spectacle permanent du Cirque du Soleil présenté à Macao.

## Prix et distinctions
- 2015 : Compagnon de l'Ordre des arts et des lettres du Québec